# Израиль на Играх доброй воли
Израиль принимал участие в летних Играх доброй воли, начиная с Игр 1990 года.
На всех Играх спортивные делегации Израиля завоевали всего 2 медали, из них ни одной золотой.

## Медальный зачёт

### Медали на летних Играх
| Игры         | Золото         | Серебро        | Бронза         | Всего          | Место          |
| 1986         | не участвовали | не участвовали | не участвовали | не участвовали | не участвовали |
| Сиэтл 1990   | 0              | 0              | 0              | 0              | —              |
| 1994         | не участвовали | не участвовали | не участвовали | не участвовали | не участвовали |
| 1998         | не участвовали | не участвовали | не участвовали | не участвовали | не участвовали |
| Брисбен 2001 | 0              | 2              | 0              | 2              | 34             |
| Всего        | 0              | 2              | 0              | 2              |                |